# Giovanni Semeraro
Giovanni Semeraro (Lecce, 23 gennaio 1937 – Lecce, 20 luglio 2019) è stato un imprenditore e dirigente sportivo italiano.

## Biografia
A soli 28 anni fu nominato componente del consiglio d'amministrazione della Banca del Salento. Due anni più tardi, in seguito ad uno scandalo interno alla banca, Semeraro fu eletto amministratore delegato e attuò un piano di rilancio della banca, acquistando anche le quote della Banca Venturi. Semeraro rimase azionista di maggioranza della banca, divenuta poi Banca 121, fino all'acquisizione da parte del gruppo Monte dei Paschi di Siena.
Il 5 novembre 1994 acquistò la squadra di calcio del Lecce, ormai destinata alla retrocessione in Serie C1, scongiurandone il fallimento, e ne affidò la presidenza a Mario Moroni. Sotto la sua gestione la squadra ritrovò in sole due stagioni la massima serie. Nella stagione 2005-2006, in seguito ad una violenta contestazione dei tifosi, decise di mettere in vendita la società, ma nella stagione successiva tornò sui propri passi e assunse personalmente il ruolo di presidente (che dal 2002 era ricoperto dal figlio Quirico Semeraro). Ricoprì tale carica fino al 30 giugno 2010, quando fu avvicendato dall'altro figlio, Pierandrea.
Oltre all'impegno nel mondo del calcio, ha presieduto un gruppo con ramificazioni che vanno dalla sanità, con le strutture ospedaliere Villa Bianca a Lecce, Salus a Brindisi, Santa Maria a Bari; all'agricoltura, con la produzione vitivinicola; al turismo, con le strutture ricettive Kalèkora; alla cinematografia, con la società Man'è; alla produzione di gommoni, con il marchio Pirelli.
Nel 1994 diede vita alla Fondazione Semeraro, un'organizzazione no profit attiva nella cultura e nel sociale.
Nel 2008 entrò con un capitale del 15% nella società SB Soft S.r.l. (www.sbsoft.it), azienda Microsoft Gold Certified Partner con la società R&G Semeraro S.p.A.
Oggi SB Soft S.r.l. è una delle realtà più attive nel mondo dell'Information Technology nel Sud Italia.
Il 23 maggio 2011, in una conferenza stampa, annunciò la propria intenzione di cedere l'U.S. Lecce e il conseguente totale disimpegno della propria famiglia dal mondo del calcio. Il 5 luglio seguente fu annunciata l'avvenuta cessione della società giallorossa, di cui Giovanni Semeraro era presidente.
Ricoverato in prognosi riservata dalla sera del 7 luglio 2019 per uno scompenso cardiaco, è deceduto il 20 luglio.